# Röplabda a 2004. évi nyári olimpiai játékokon
A 2004. évi nyári olimpiai játékokon a röplabdatornákat augusztus 14. és 29. között rendezték.

## Éremtáblázat
(Az egyes számoszlopok legmagasabb értéke, vagy értékei vastagítással kiemelve.)
| A 2004. évi nyári olimpiai játékok éremtáblázata röplabdában | A 2004. évi nyári olimpiai játékok éremtáblázata röplabdában | A 2004. évi nyári olimpiai játékok éremtáblázata röplabdában | A 2004. évi nyári olimpiai játékok éremtáblázata röplabdában | A 2004. évi nyári olimpiai játékok éremtáblázata röplabdában | Olimpia  |
| ------------------------------------------------------------ | ------------------------------------------------------------ | ------------------------------------------------------------ | ------------------------------------------------------------ | ------------------------------------------------------------ | -------- |
|                                                              | Ország                                                       | Arany                                                        | Ezüst                                                        | Bronz                                                        | Összesen |
| 1.                                                           | Brazília (BRA)                                               | 2                                                            | 1                                                            | 0                                                            | 3        |
| 2.                                                           | Egyesült Államok (USA)                                       | 1                                                            | 0                                                            | 1                                                            | 2        |
| 3.                                                           | Kína (CHN)                                                   | 1                                                            | 0                                                            | 0                                                            | 1        |
|                                                              |                                                              |                                                              |                                                              |                                                              |          |
| 4.                                                           | Oroszország (RUS)                                            | 0                                                            | 1                                                            | 1                                                            | 2        |
| 5.                                                           | Olaszország (ITA)                                            | 0                                                            | 1                                                            | 0                                                            | 1        |
|                                                              | Spanyolország (ESP)                                          | 0                                                            | 1                                                            | 0                                                            | 1        |
|                                                              |                                                              |                                                              |                                                              |                                                              |          |
| 7.                                                           | Kuba (CUB)                                                   | 0                                                            | 0                                                            | 1                                                            | 1        |
|                                                              | Svájc (SUI)                                                  | 0                                                            | 0                                                            | 1                                                            | 1        |
|                                                              |                                                              |                                                              |                                                              |                                                              |          |
| Összesen                                                     | Összesen                                                     | 4                                                            | 4                                                            | 4                                                            | 12       |

## Érmesek

### Teremröplabda

#### Férfi torna
| A 2004. évi nyári olimpiai játékok érmesei férfi röplabdában | A 2004. évi nyári olimpiai játékok érmesei férfi röplabdában | A 2004. évi nyári olimpiai játékok érmesei férfi röplabdában | A 2004. évi nyári olimpiai játékok érmesei férfi röplabdában |
| --- | --- | --- | ------------------------------------------------------------ |
| Arany | Ezüst | Bronz |                                                              |
| Brazília (BRA) | Olaszország (ITA) | Oroszország (RUS) |                                                              |
| Dante Guimarães Amaral Nalbert Bitencourt Gustavo Endres Ricardo Bermudez Garcia Gilberto Godoy Filho André Heller Maurício Lima André Nascimento Anderson Rodrigues Rodrigo Santana Sérgio Dutra Santos Giovane Gávio | Matej Cernic Alberto Cisolla Paolo Cozzi Alessandro Fei Andrea Giani Luigi Mastrangelo Samuele Papi Damiano Pippi Andrea Sartorelli Paolo Tofoli Valerio Vermiglio Venceslav Simeonov | Pavel Abramov Szergej Baranov Tarasz Htyej Sztanyiszlav Gyinyejkin Andrej Jegorcsev Alekszej Kazakov Vagyim Hamutckih Alekszandr Koszarev Alekszej Kulesov Szergej Tyetyuhin Konsztantyin Usakov Alekszej Verbov |                                                              |

#### Női torna
| A 2004. évi nyári olimpiai játékok érmesei női röplabdában | A 2004. évi nyári olimpiai játékok érmesei női röplabdában | A 2004. évi nyári olimpiai játékok érmesei női röplabdában | A 2004. évi nyári olimpiai játékok érmesei női röplabdában |
| --- | --- | --- | ---------------------------------------------------------- |
| Arany | Ezüst | Bronz |                                                            |
| Kína (CHN) | Oroszország (RUS) | Kuba (CUB) |                                                            |
| Csen Csing (Chen Jing) Feng Kun Jang Hao (Yang Hao) Liu Ja-nan (Liu Yanan) Li San (Li Shan) Szung Ni-na (Song Nina) Csang Jüe-hung (Zhang Yuehong) Csao Zsuj-zsuj (Zhao Ruirui) Csou Szu-hung (Zhou Suhong) Csang Na (Zhang Na) Csang Ping (Zhang Ping) Vang Li-na (Wang Lina) | Jevgenyija Artamonova Olga Csukanova Jekatyerina Gamova Alekszandra Korukovec Olga Nyikolajeva Jelena Plotnyikova Ljubov Saskova Marina Sesenyina Natalja Szafronova Irina Tyebenyihina Jelizaveta Tyiscsenko Jelena Tyurina | Zoila Barros Rosir Calderón Nancy Carrillo Ana Fernández Mayvelis Martínez Liana Mesa Anniara Muñoz Yaima Ortíz Daimí Ramírez Yumilka Ruíz Marta Sánchez Dulce Téllez |                                                            |

### Strandröplabda

#### Férfi torna
| A 2004. évi nyári olimpiai játékok érmesei férfi strandröplabdában | A 2004. évi nyári olimpiai játékok érmesei férfi strandröplabdában | A 2004. évi nyári olimpiai játékok érmesei férfi strandröplabdában | A 2004. évi nyári olimpiai játékok érmesei férfi strandröplabdában |
| ------------------------------------------------------------------ | ------------------------------------------------------------------ | ------------------------------------------------------------------ | ------------------------------------------------------------------ |
| Arany                                                              | Ezüst                                                              | Bronz                                                              |                                                                    |
| Brazília (BRA)                                                     | Spanyolország (ESP)                                                | Svájc (SUI)                                                        |                                                                    |
| Ricardo Santos Emanuel Rego                                        | Javier Bosma Pablo Herrera                                         | Stefan Kobel Patrick Heuscher                                      |                                                                    |

#### Női torna
| A 2004. évi nyári olimpiai játékok érmesei női strandröplabdában | A 2004. évi nyári olimpiai játékok érmesei női strandröplabdában | A 2004. évi nyári olimpiai játékok érmesei női strandröplabdában | A 2004. évi nyári olimpiai játékok érmesei női strandröplabdában |
| ---------------------------------------------------------------- | ---------------------------------------------------------------- | ---------------------------------------------------------------- | ---------------------------------------------------------------- |
| Arany                                                            | Ezüst                                                            | Bronz                                                            |                                                                  |
| Egyesült Államok (USA)                                           | Brazília (BRA)                                                   | Egyesült Államok (USA)                                           |                                                                  |
| Kerri Walsh Misty May                                            | Shelda Bede Adriana Behar                                        | Holly McPeak Elaine Youngs                                       |                                                                  |